# Hines (azienda)
Hines (nome completo Hines Interests Limited Partnership) è una delle maggiori società immobiliari al mondo, fondata nel 1957 da Gerald D.Hines, in Texas con sedi in 30 Paesi. A partire dal 2024, la società detiene 93,2 miliardi di dollari di asset in gestione.
Fino al 19 agosto 2022, la sede si trovava nella Williams Tower di Houston, prima di trasferirsi nella Texas Tower, da allora la nuova sede.

## Storia
La società "Hines" (inizialmente chiamata Gerald D. Hines Interests) è stata fondata a Houston nel 1957 da Gerald D. Hines, uno sviluppatore immobiliare americano con un background in ingegneria meccanica. L'azienda iniziò inizialmente come attività secondaria di una partnership ingegneristica dopo che Gerald D. Hines si trasferì a Houston per lavoro nel 1948. 

### Prima del 2000
Tra il 1957 e il 1967, l'azienda sviluppò circa 69 nuovi edifici per uffici o magazzini, insieme a progetti commerciali e residenziali.  Il primo sviluppo commerciale su larga scala avvenne nel 1967, quando la Shell Oil Company assunse Hines per costruire una nuova sede nel centro di Houston. Il progetto, One Shell Plaza, sarebbe stato inaugurato nel 1971. La Galleria, Pennzoil Place, la Williams Tower e più di 900 sviluppi sarebbero seguiti.
La società sviluppò anche la Texas Commerce Tower, ora JPMorgan Chase Tower, un grattacielo di 75 piani che è l'edificio più alto del Texas, inaugurato nel 1982. L'azienda ha proseguito la sua espansione in Europa nel 1989. Di conseguenza, ha completato progetti in Spagna, Italia, Germania e Regno Unito.
Nel 1990, il figlio di Gerald, Jeffrey, divenne presidente e l'azienda si espanse nei mercati globali. Negli anni '90, Hines aveva sviluppato i propri standard per la qualità dell'aria interna, che hanno influenzato le regole successivamente stabilite dall'Agenzia per la protezione dell'ambiente degli Stati Uniti.

### Primi anni 2000
Nel 2003, Hines ha istituito un fondo immobiliare, noto come Hines Real Estate Investment Trust (Hines REIT). Un rapporto del 2005 della Lipsey Company, ha riconosciuto Hines come una delle più grandi società immobiliari del mondo, con operazioni in tutti gli Stati Uniti e in tutto il mondo. Molti degli edifici dello studio sono stati progettati da noti architetti, tra cui I. M. Pei, Cesar Pelli, Frank Gehry e Robert A.M. Stern. Nel 2006, l'azienda ha contribuito allo sviluppo degli standard LEED.

### Anni 2010
La società avrebbe lavorato su progetti importanti negli anni 2010, come il CityCenterDC sul sito dell'ex centro congressi a Washington DC nell'aprile 2011, e il Walter Reed Army Medical Center come un team guidato dalla società è stato scelto come sviluppatore principale nel novembre 2013. 
Dal 2013 al 2016, Hines ha guidato uno sviluppo speculativo chiamato "Timber, Transit & Technology" (T3). Alla fine del 2016, Hines ha completato la costruzione del T3, un edificio per uffici di 7 piani e 224.000 piedi quadrati costituito principalmente da legname pesante, raccolto da foreste gestite per massimizzare la sostenibilità. Si dice che il progetto sia il primo edificio moderno per uffici in legno delle sue dimensioni negli Stati Uniti. 
Nel giugno 2019 Hines ha collaborato con l'Abu Dhabi Investment Authority (ADIA) per finanziare la costruzione di un complesso di appartamenti da parte di Conscient Infra: Conscient Hines Elevate, a Gurgaon per 400 crore di INR. 
Nel dicembre 2019, il Boston Globe ha riferito che Hines avrebbe sviluppato la South Station Tower di Boston, per un totale di 678 piedi di altezza attraverso 51 piani. 

### Anni 2020

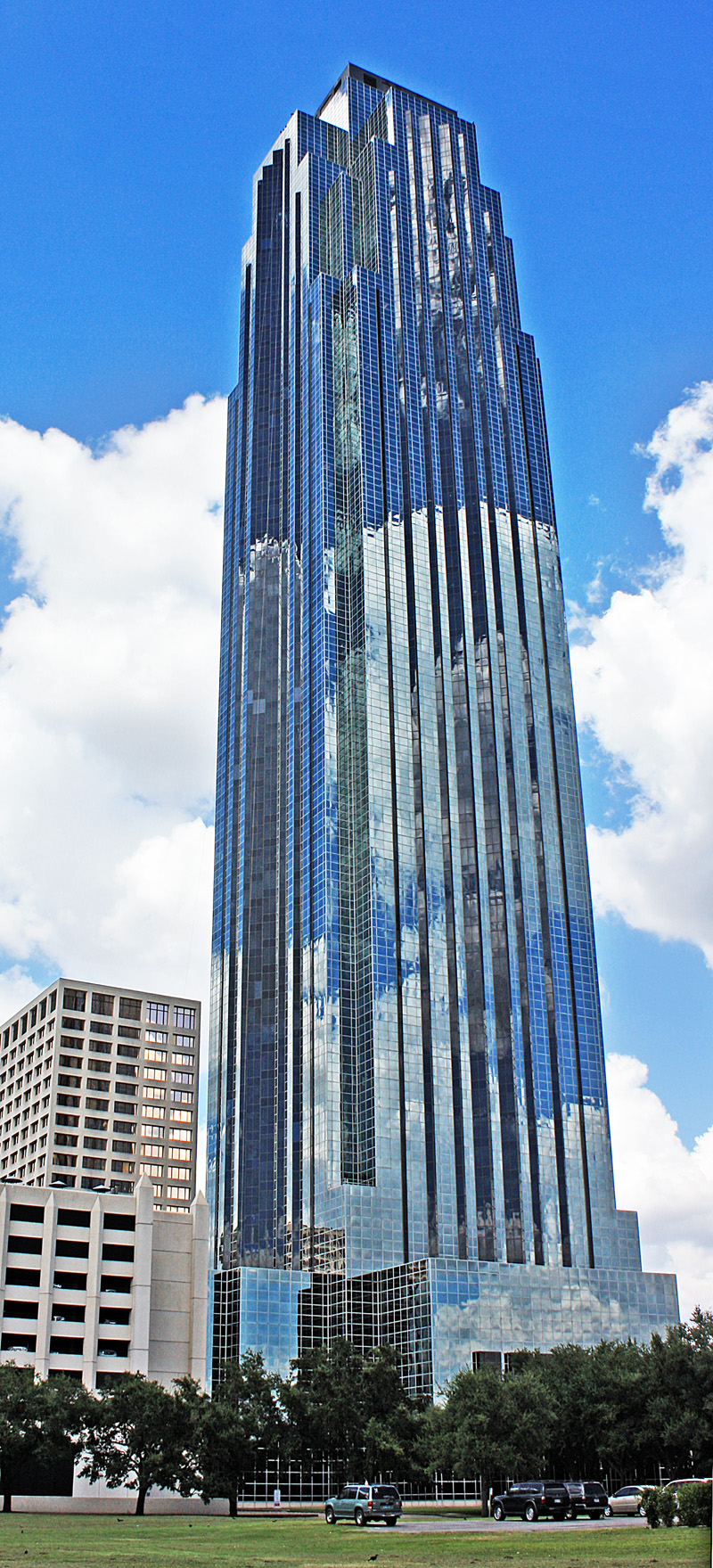
La Williams Tower, fino all'agosto 2022 sede di Hines Interests LP

Il fondatore Gerald Hines è morto il 23 agosto 2020, pochi giorni dopo il suo 95° compleanno. Jeffrey Hines assunto il ruolo di presidente che aveva suo padre, pur mantenendo la posizione di amministratore delegato. Nel dicembre 2020  la società ha formato una joint venture con il National Pension Service of Korea per concentrarsi sulle proprietà build-to-core negli Stati Uniti. Nel 2021, Hines ha aperto la prima delle due torri presso la CIBC Square di Toronto. Il progetto è co-sviluppato con Ivanhoé Cambridge.
Alla fine del 1921, dopo 40 anni in cui la sede si trovava nella Williams Tower, l'azienda si è trasferita alla Texas Tower1, un nuovo edificio di 47 piani. Nel 2022, la figlia di Jeffrey Hines, Laura Hines-Pierce, è diventata co-CEO dell'azienda insieme al padre. Nel maggio 2022, Hines ha superato la Salesforce Tower di Chicago, con una superficie di 57 piani. 
Nel luglio 2024, i commissari della contea di Pinellas hanno approvato un accordo con i Tampa Bay Rays e Hines, che hanno cercato di sviluppare ettari di terreno all'interno dell'Historic Gas Plant District e di costruire il Gas Plant Stadium, un nuovo stadio di baseball da 1,3 miliardi di dollari che sostituisce il Tropicana Field. L'accordo include un impegno di 50 milioni di dollari da parte dei Rays e degli Hines per almeno 5.000 unità residenziali (compresi alloggi a prezzi accessibili e per la forza lavoro), assistenza alle piccole imprese, creazione di posti di lavoro e programmi educativi, oltre a 10 milioni di dollari per un nuovo museo per il Dr. Carter G. Woodson African American Museum. Il costo totale dei progetti è si è aggirato attorno ai 6,5 miliardi di dollari in investimenti pubblici e privati. 
Nel novembre 2024, l'azienda ha attirato una pubblicità negativa per il suo "Black Friday Deal", in cui gli appartamenti in affitto sono stati quotati a Dublino a oltre 2000 euro, una iniziativa vista come indicativa della complicità dell'azienda nella crisi abitativa dell'Irlanda.